# 武蔵小杉

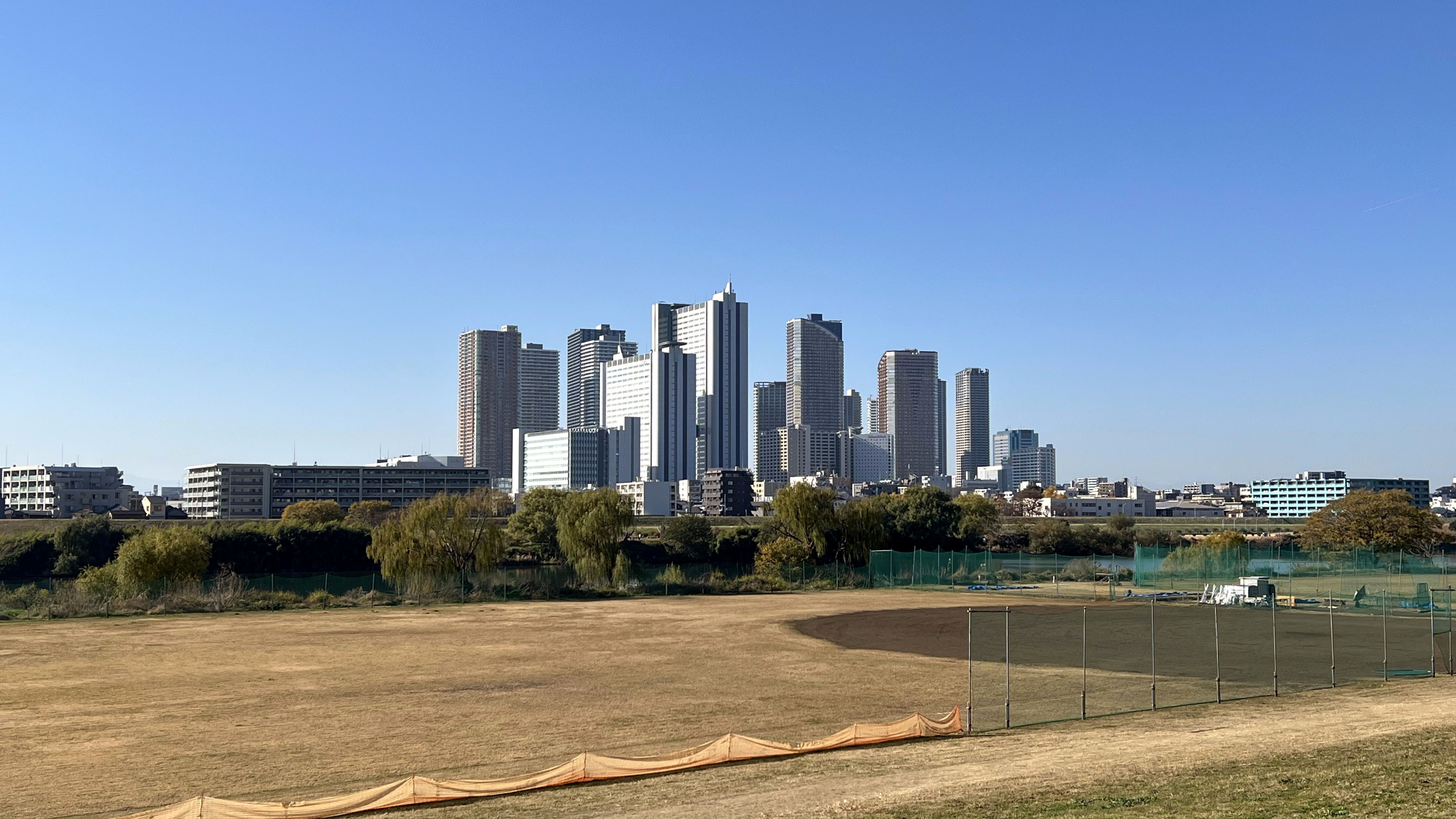
遠方から見るタワーマンション群（2023年12月）

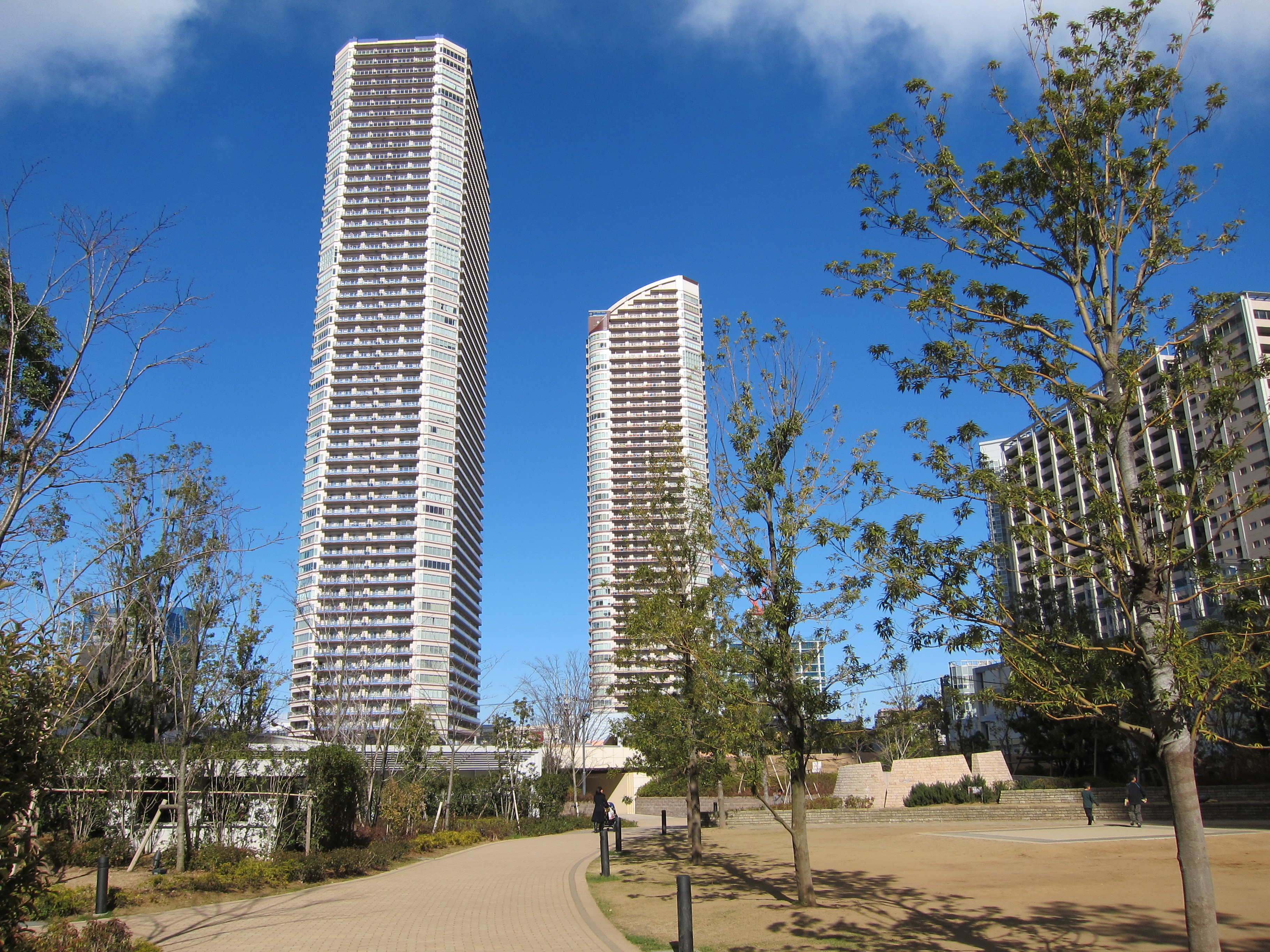
武蔵小杉の街並み（2011年1月）

武蔵小杉（むさしこすぎ）は、神奈川県川崎市における武蔵小杉駅周辺一帯の通称である。タワーマンションが林立しており、日本有数の超高層ビル街となっている。また、中原区の区役所が置かれ、同区における行政及び商業の中心地となっている。
町丁では、小杉町を中心に小杉陣屋町、小杉御殿町、新丸子町、新丸子東、中丸子、下沼部、市ノ坪などに当たる。

## 概要
川崎市のほぼ中央に位置し、東京都心から電車で20分ほどの距離にある。もともとは工業地帯であったが、工場の移転に伴い、交通の利便性の高さから跡地にタワーマンションや大型商業施設が次々と誕生した。超高層住宅の集積度は全国有数で、人気の住宅地となっている。人気の主な要因としては鉄道の利便性の高さにある。横須賀線、湘南新宿ライン、相鉄線直通列車、東横線、目黒線と東京都心に向かう路線が5系統あり、いずれも優等列車停車駅となっている。商業施設も充実しており中原区外からも買い物客を集めている。多摩川、等々力緑地、二ヶ領用水、中原平和公園などの緑地にも恵まれており、生活環境は良好である。過去においては、人口の急増により、朝のラッシュ時間帯にダイヤ乱れ等が発生すると、武蔵小杉駅新南口（横須賀線口）改札に入場待ち列が見られることがあり、各種メディアに報じられた。この問題は2018年4月の新南改札口への改札機増設により解決され、さらに横須賀線ホーム新設（2面2線化）と改札口追加増設がJR東日本と川崎市により進められた。横浜・羽沢横浜国大方面の3番線新ホームが2022年12月、新改札の「綱島街道改札」が1年後の2023年12月に供用が開始され、長らく課題に挙がっていた横須賀線ホームから東急線ホームへの乗り換え時間の短縮に貢献した。

### 地区構成
東西方向に走るJR南武線と南北方向に走る東急東横線・目黒線が十字に交差しており、分割される地区ごとで違った性格を持っている。
駅北側の東横線沿いには、古くからの繁華街である新丸子駅周辺から連続する個人商店が点在している。
駅西側は二ヶ領用水が流れ、住宅地となっている他、区役所や警察署、保健所などの行政施設がある。
南西地区には法政通り商店街などがあり、隣接する庶民的な雰囲気の地区として飲食店や風俗店やパチンコ店舗もあり、武蔵小杉で最も商業が盛んな地域となっている。
南東地区はかつては工場地帯であったが、大規模な再開発事業が行われて風景が一変している。新しい商業施設が多い。綱島街道は2車線の狭い道路だったが、再開発と連動して拡幅され広い歩道の付いた4車線道路になった。

## 歴史
1597年（慶長2年）にこの付近には小杉陣屋が築かれ、二ヶ領用水の開発に用いられた。江戸時代には小杉御殿や中原街道の小杉宿が置かれ、二ヶ領用水から取水した水田が広がっていた。明治以降も大きな変化はなく田園地帯であったが、1927年に南武鉄道、1929年に東海道貨物線（横須賀線）が建設されると、武蔵小杉一帯は工業用地として注目されるようになった。特に電機や自動車など、当時まだ新興産業だった企業が多く進出した。
日本電気（NEC）玉川事業場（1936年）や三菱ふそう川崎工場（1937年）、武蔵中原駅近隣の富士通本店・川崎工場（1938年）などは稼働中であるが、工場の閉鎖または移転により高層住宅や商業施設になった例も少なくない。
ちなみに、東京横浜電鉄（現・東急電鉄）のかつての駅名は「工業都市駅」であった。南武鉄道の駅前には横浜正金銀行の運動場があったため「グラウンド前駅」である。太平洋戦争以前、この一帯で商業の中心として栄えていたのは、中原街道に近い新丸子駅周辺であった。
2010年3月13日に、これまでJR南武線武蔵小杉駅付近を通過していた横須賀線、湘南新宿ラインにもホームが設置され、停車するようになった。また、2013年3月16日から、東急東横線と東京メトロ副都心線、西武池袋線（西武有楽町線経由）、東武東上本線との直通運転が開始され、2019年11月30日からは、相鉄線直通列車の運行が開始されるなど、交通結節点としての役割が大きくなってきている。

### 大字としての「小杉」
1889年（明治22年）の町村制施行時点で橘樹郡中原村の所属であった大字小杉は、自治体の合併により1925年（大正14年）に中原町、1933年（昭和8年）に川崎市へ所属を変え、1943年（昭和18年）に大字小杉は小杉町、小杉御殿町、小杉陣屋町、新丸子東の一部となった。それ以来大字としての小杉に該当する地域は存在しないが、川崎市による登記上は町丁名としての「小杉」が残存しており、郵便番号も211-0061が設定されている。

## 交通

### 鉄道
JR東日本4路線（南武線、横須賀線、湘南新宿ライン、相鉄線直通列車）、東急電鉄2路線（東横線、目黒線）の計6路線の列車が発着する。横浜・東京方面に加え千葉県・埼玉県・栃木県・群馬県にも乗り入れ、関東広域を結んでいる。

### 道路
綱島街道、府中街道、中原街道などがあり、拡張工事が行われている。

## 地域の呼称
「武蔵小杉」の名称は、1927年に南武線（南武鉄道）の駅が開設される際に初めてつけられたものである。当時、富山県には小杉駅が既にあり、区別のために旧国名を置いた「武蔵小杉」とされた。
この地名は定着し、発音上も「武蔵小杉（むさしこすぎ）」と一語の固有名詞として現される。地元住民を中心に「武蔵」を省略して単に「小杉」と呼称されることもあり、若年層などには「こすぎ」と後ろにアクセントを置いて呼ばれることもある。
武蔵小杉地区の再開発にあたり川崎市が「MUSACO（ムサコ）」という愛称を命名したものの、地元では「小杉」と呼ぶことが多く根付いていない。

## 地域の再開発

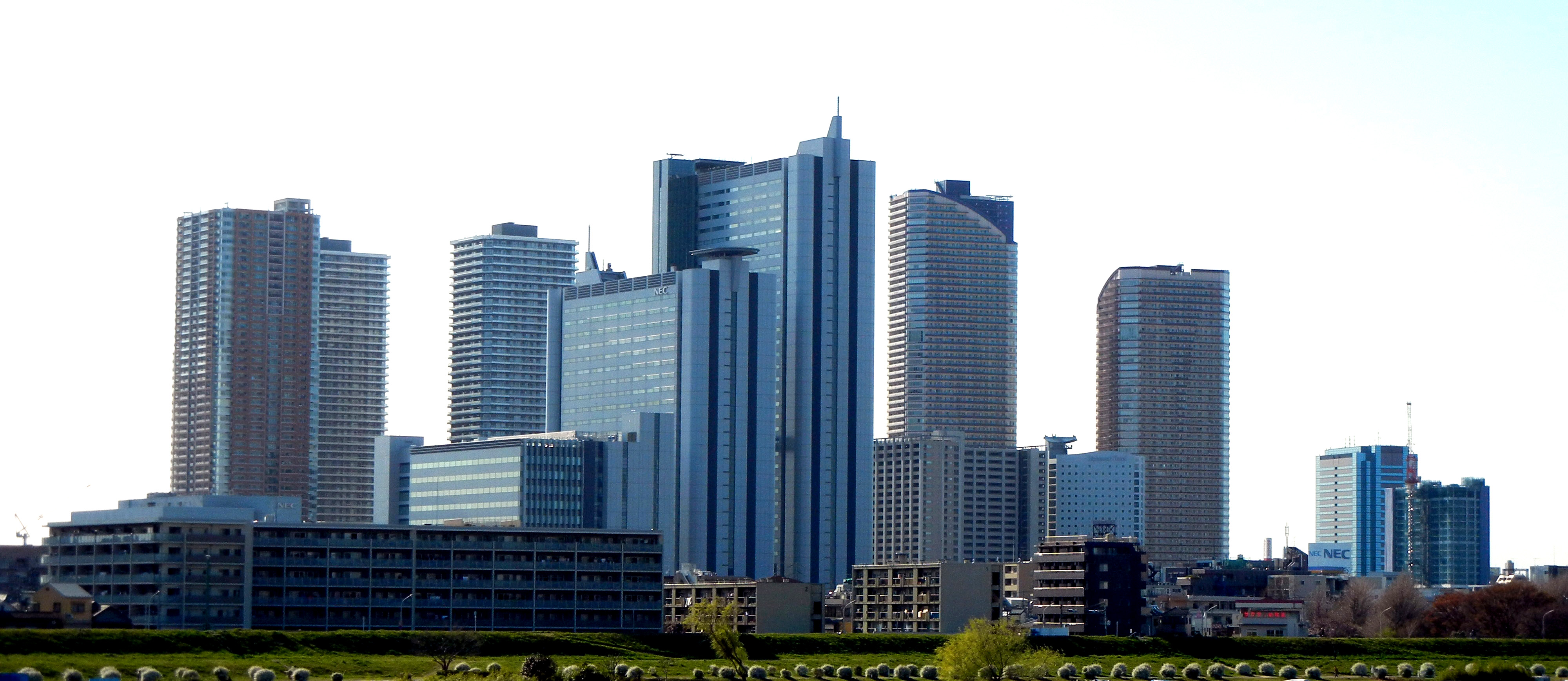
東京都側の多摩川河川敷から臨む高層ビル群（2011年4月）

川崎市は武蔵小杉を川崎の第三都心（都心＝川崎、副都心＝溝の口・新百合ヶ丘）に指定して、住・商・医が整った「コンパクトな街」を標榜し、東西南北各エリアごとに再開発と交通インフラの整備がまとめて計画的に策定された。
駅周辺の3ヘクタール以上の工場跡地やグラウンド跡地では、超高層マンション群が建設されている。また商業施設としてグランツリー武蔵小杉が開業している。
再開発の影響で著しく地価が上昇し、住宅地としては横浜市の山手町と並んで県内トップとなっている。SUUMO首都圏住みたい街ランキングでも2015年（平成27年）の5位や2016年（平成28年）の4位をピークに上位をキープしている。2024年（令和6年）は14位。
川崎市自体は、しばしば税収増などから地方交付税の不交付団体となった歴史があるが、2016年（平成28年）に不交付団体となった背景には、武蔵小杉の再開発に伴う人口増加も要因の一つであったとする分析がなされている。

### 開発の沿革
- 1995年（平成7年） - 地区初の超高層ビルとなる武蔵小杉タワープレイス完成。
- 2000年（平成12年） - NEC玉川ルネッサンスシティサウスタワー完成。
- 2005年（平成17年） - NEC玉川ルネッサンスシティノースタワー完成。
- 2006年（平成18年） - R-Styles武蔵小杉完成。
- 2007年（平成19年）7月 - レジデンス・ザ・武蔵小杉完成。
- 2007年（平成19年）9月 - ホテル・ザ・エルシィが閉鎖。跡地は現在も駐車場。
- 2008年（平成20年）
  - 2月 - リエトコート武蔵小杉イーストタワー・ウエストタワー完成。
  - 4月 - 中原警察署が新庁舎に移転。
  - 6月 - ザ・コスギタワー完成。
  - 10月 - パークシティ武蔵小杉ステーションフォレストタワー完成。
- 2010年（平成22年）3月13日 - 横須賀線の武蔵小杉駅が開設。
- 2013年（平成25年） - エクラスタワー武蔵小杉完成。
- 2014年（平成26年） - パークシティ武蔵小杉ザ・グランドウイングタワー、プラウドタワー武蔵小杉が完成。グランツリー武蔵小杉開業。
- 2016年（平成28年） - シティタワー武蔵小杉完成。
- 2017年（平成29年） - パークシティ武蔵小杉 ザ ガーデン タワーズ イーストが完成。
- 2020年（令和2年） - コスギサードアヴェニューが完成[14]。

### 駅北側
北側地区 小杉町二丁目地区
南武線北側にあたるエリア。
- 武蔵小杉タワープレイス - 1995年開業のオフィスビル
- ホテル・ザ・エルシィ跡地 - 三井不動産による高さ155mの超高層マンションを計画中。
- パークシティ武蔵小杉 ザ ガーデン タワーズ イースト・ウエスト - 旧・新日本石油社宅跡地（2009年3月末廃止）に建設された地上53階地下1階、高さ約180mのツインタワー。イーストは2017年竣工で川崎市コンベンションホールが入居する。ウエストは2018年竣工。
- ザ・パークハウス 武蔵小杉タワーズ - 日本医科大学武蔵小杉病院跡地。地上50階のツインタワーを建設予定。2028年完成予定。
- 日本医科大学武蔵小杉病院 - 2021年9月に移転・建替えが完了。
- 大西学園 - 新校舎が2015年度に完成。
- 川崎市立小杉小学校 - 日本医科大学新丸子校舎跡地。2019年4月開校。
- 街区公園

### 駅南側
武蔵小杉駅南部A地区
こすぎFROMや東京電力中原変電所、公園等が存在したエリアで、再開発の事業主体は東急不動産他である。
- エクラスタワー武蔵小杉 - 39階建（高さ149 m）で、1階 - 4階には商業施設の武蔵小杉東急スクエアが開設、5・6階に中原図書館が移転。
- 駅前広場：変電所を地下化し、上記マンションに隣接する。
- 小杉第一公園 - 上記駅前広場に隣接し、駐輪場（400台）が設置された。

武蔵小杉駅南部B地区
東急東横線武蔵小杉駅に付随するエリアで、再開発の事業主体は東急である。
- 駅上部人工地盤 - 東急東横（目黒）線ホームの上部に3,000 m2の人工地盤を設置する。2013年3月に完成し、武蔵小杉東急スクエアとして使用されている。

武蔵小杉駅南部C地区
中小企業婦人会館などが存在したエリアで、再開発の事業主体は三井不動産レジデンシャルである。
- 武蔵小杉駅南口駅前広場 - 綱島街道からのアクセス道路と共に駅前ロータリー、駐輪場（1000台）が設置される。
- パークシティ武蔵小杉ザ・グランドウイングタワー - 38階建マンション、2014年完成。B2F - 4Fは三井不動産運営の商業施設（4Fはメディカルモール）。

武蔵小杉駅南部D地区
横浜正金銀行→東京銀行→東京三菱銀行のグラウンドやその跡地である駐車場が存在したエリアで、再開発の事業主体は三井不動産レジデンシャル他である。
- パークシティ武蔵小杉ミッドスカイタワー - 59階建国内第2位・東日本第1位の高さのマンション（高さ203.5 m）で、コンビニエンスストア、認可保育園（ベネッセ系列）、市民会館、市民活動センター、公開緑地からなり、2009年4月完成。

武蔵小杉駅南部E地区
D地区に同じ。
- パークシティ武蔵小杉ステーションフォレストタワー - 47階建てマンション、商業施設（フーディアム（ダイエー）、コナミスポーツ等全14店舗）、公開緑地からなり、商業施設は2008年6月、マンションは同年10月完成。2019年10月、令和元年東日本台風（台風19号）による浸水により、地下受電施設等が冠水し建物の一部が停電したため、断水や、トイレやエレベーターが使用できなくなるなど大きな被害が出た。

新丸子東3丁目地区（旧武蔵小杉駅南部F地区）
主に東京機械製作所の社宅などが存在したエリア。
- ブリリア武蔵小杉：20階建マンション（高さ69.95 m）で、1階が商業施設となり、事業主体は東京建物。2011年8月完成。

大規模工場跡地地区
- グランツリー武蔵小杉 - 東京機械製作所玉川製造所第一工場の跡地に建設された複合商業施設。2014年11月22日にオープン。
- シティタワー武蔵小杉 - 住友不動産のマンション。同じく第二工場の跡地に建設された。2016年完成。

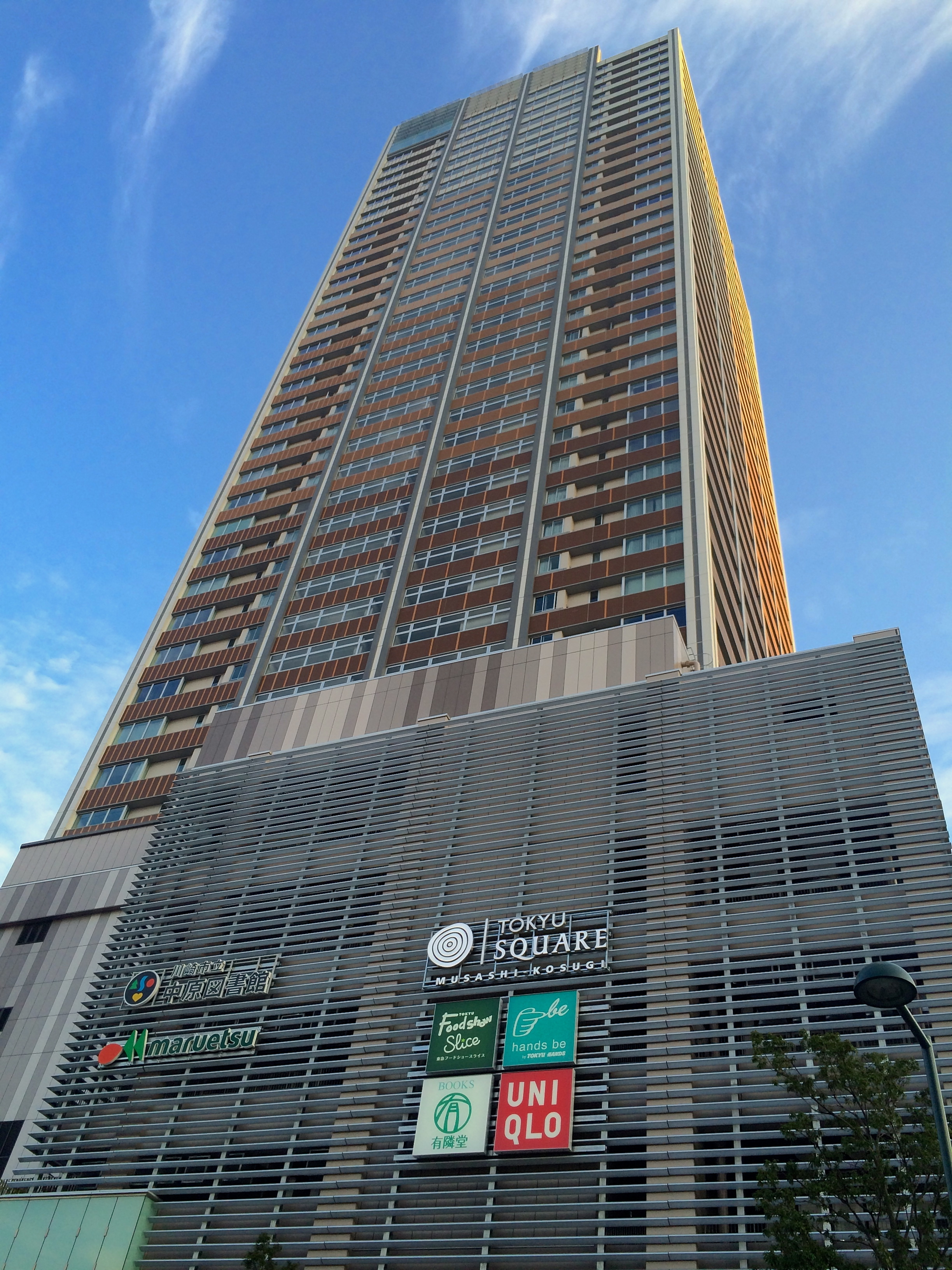
エクラスタワー武蔵小杉
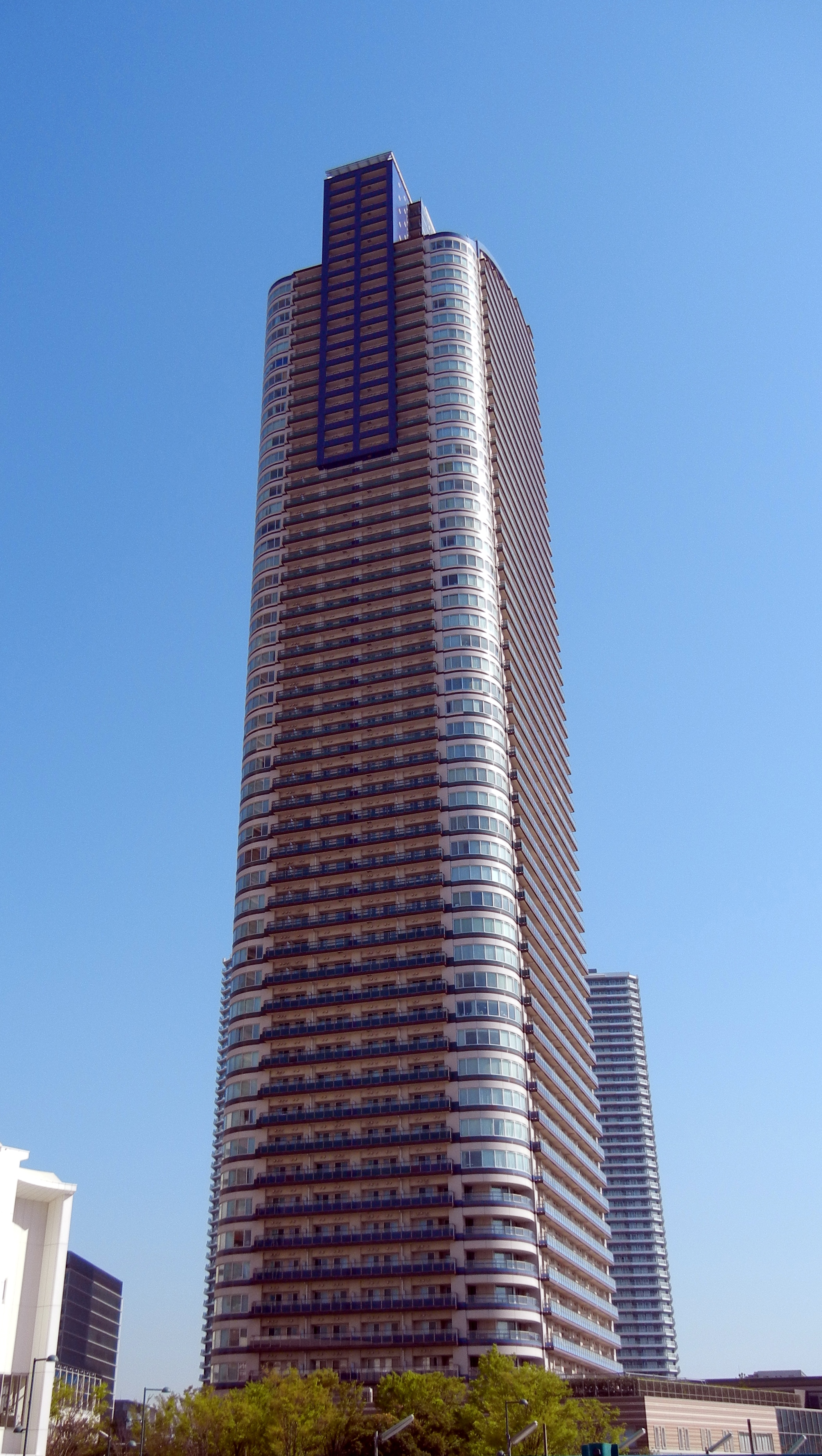
パークシティ武蔵小杉ミッドスカイタワー
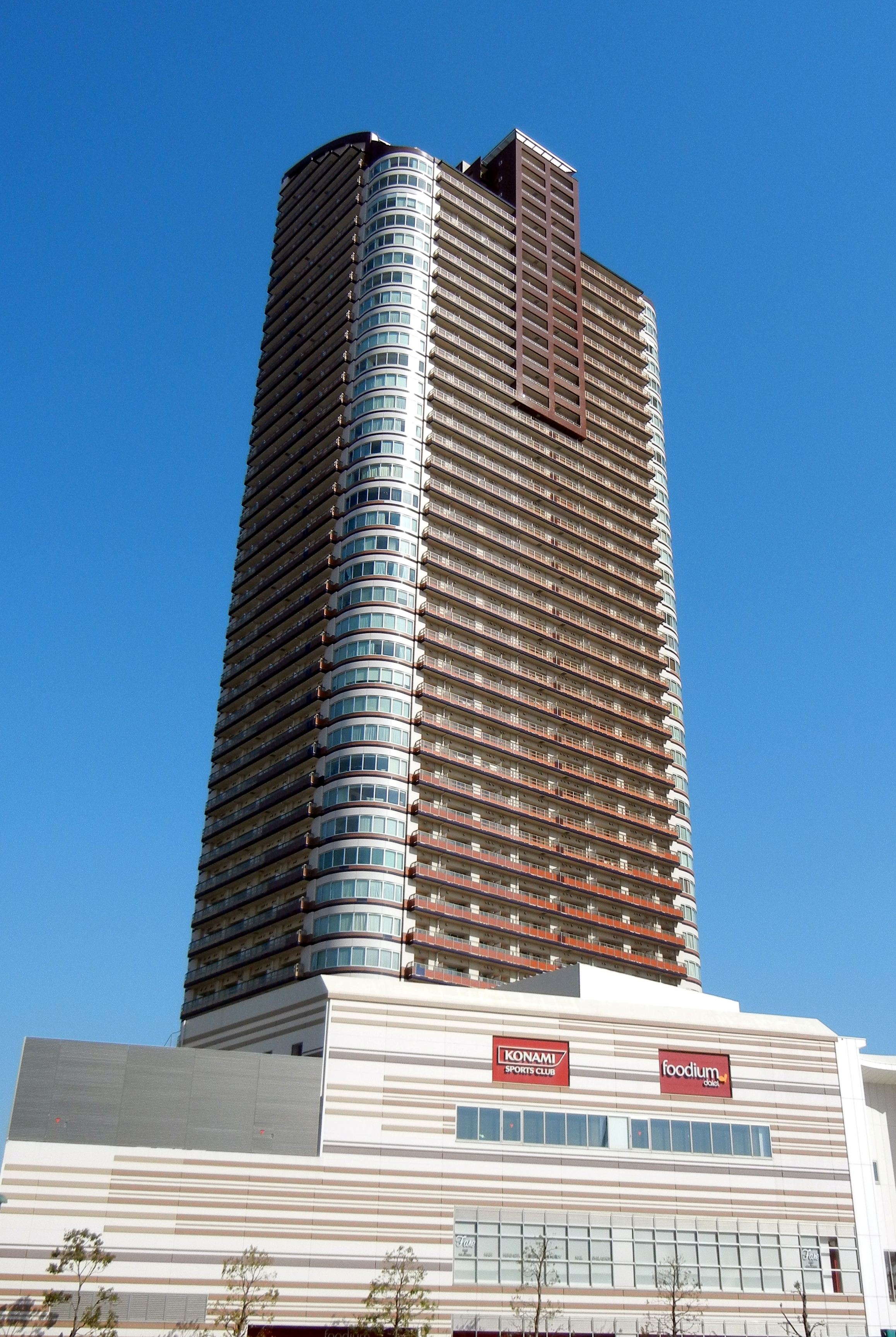
パークシティ武蔵小杉ステーションフォレストタワー
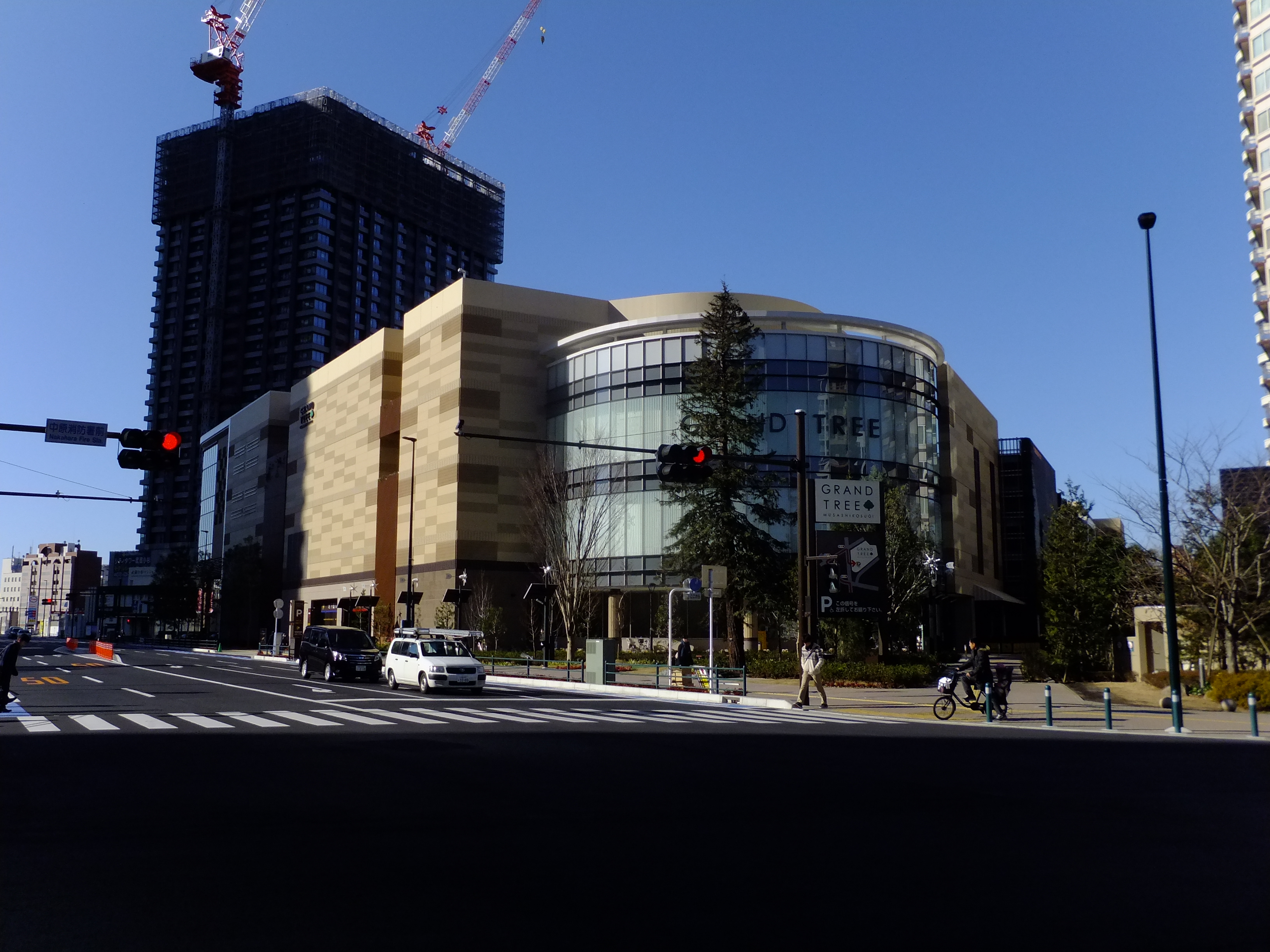
グランツリー武蔵小杉
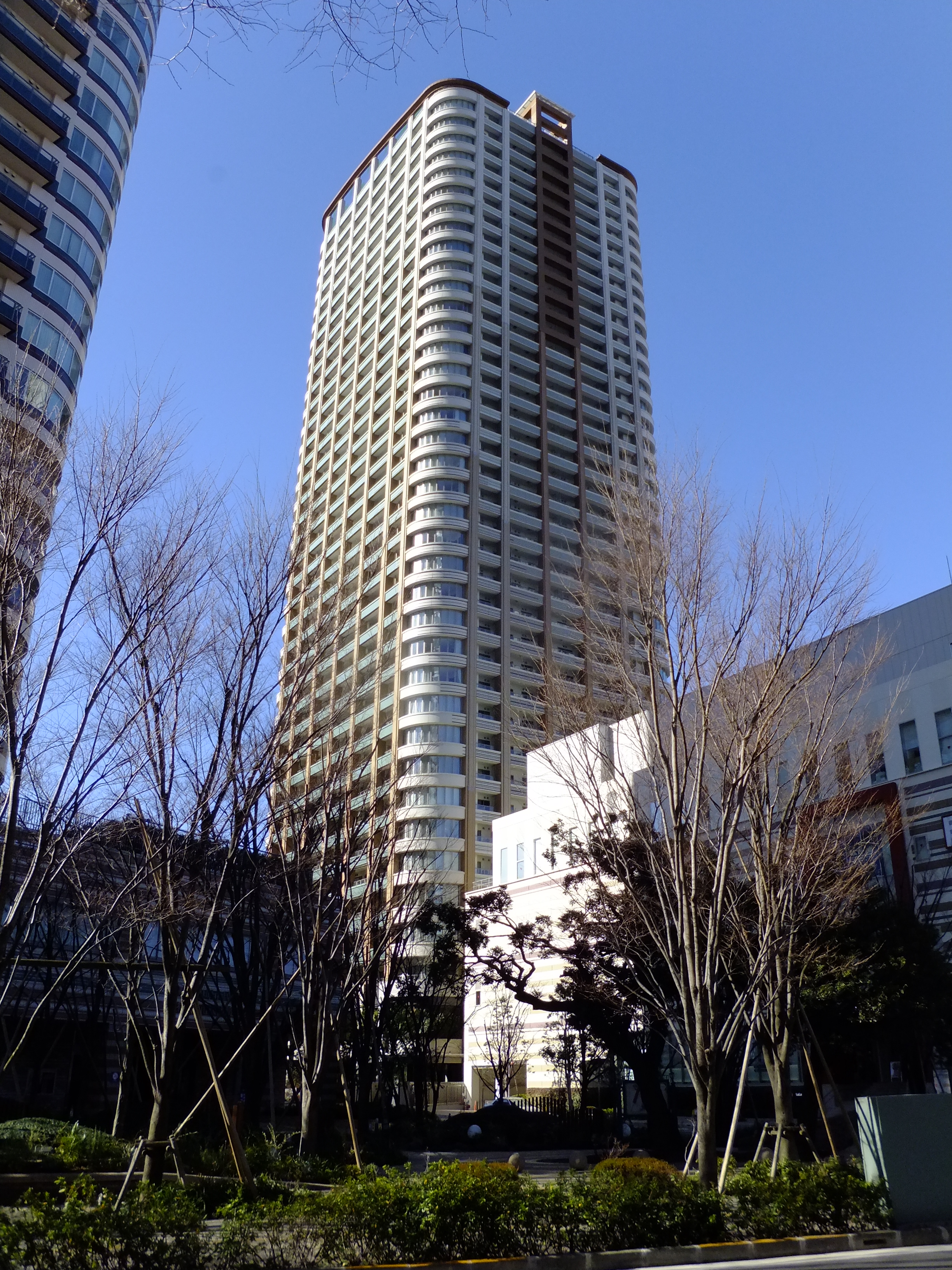
パークシティ武蔵小杉ザ・グランドウイングタワー

### 駅東側
武蔵小杉駅東部A地区
綱島街道とJR横須賀線に挟まれた旧NECエリア。再開発の事業主体はJR東日本他。
- 武蔵小杉駅 - JR横須賀線、成田エクスプレス及び湘南新宿ライン、相鉄線直通列車が停車する。南武線との連絡通路や新川崎駅方面側に改札が設置。
- レジデンス・ザ・武蔵小杉 - 24Fマンション（高さ76.25 m）に商業施設（Deli°f（デリド））が付帯。
- 駅前広場 - 武蔵小杉駅及びレジデンス・ザ・武蔵小杉隣接の駅前広場。駐輪場（1600台）が設置される。
- 川崎市消防局中原消防署/リッチモンドホテルプレミア武蔵小杉 - 21F消防署・ホテル一体型のビル（高さ76.20 m）。1F - 4Fが両施設、5F - 21Fがホテル専用（5Fはレストラン）となる。
- スーパーホテルLohas武蔵小杉駅前 - 2017年11月オープンの10Fビジネスホテルで奥湯河原から運んだ天然温泉がある。朝食は無料で有機JAS認定野菜や川崎市の地元の食材を使った種類豊富な朝食が食べられる。

先端産業高度化地区（旧武蔵小杉駅東部B - D地区）
NEC玉川事業場エリア。NEC玉川ルネッサンスシティが既に完成しており再開発へ向けた動きはなかったが、再開発地区に指定された。下記以外具体的な内容については明らかになっていない。
- NEC玉川ソリューションセンター - 12Fオフィスビル（高さ54 m）。2010年3月末日完成。

中丸子地区A地区
セントラルフィットネスなどがあるエリア。再開発へ向けた動きは無い。
中丸子地区B地区
不二サッシの工場等が存在したエリア。再開発の事業主体は東京建物、コスモスイニシア他。
- リエトコート武蔵小杉 - 地上47階建の2棟のツインタワーマンションで、イーストタワー（高さ161.14 m）は賃貸で運営。西側のザ・クラッシィタワー（高さ161.77 m）は分譲となる。
- ザ・コスギタワー - 49階建マンション（高さ160 m）。
- R-Styles武蔵小杉 - WEST、EASTの2棟の賃貸マンション（共に12階（高さ40 m））。
- 野村不動産武蔵小杉ビルN棟 - 14Fオフィスビル（高さ72.019 m）に商業施設が付帯。2010年3月完成。
- ロイヤルパークス武蔵小杉 - 6階建マンション（高さ19.91 m）に商業施設が付帯。2009年4月20日完成。
- プラウド武蔵小杉グリーンフロント - 7階建てマンション（高さ19.9 m）。2009年4月20日完成。旧称：武蔵小杉新駅前（B棟）
- 中丸子まるっこ公園 - 上記マンション群に隣接の児童公園。2007年12月26日完成。
- 武蔵小杉南口線 - 上記マンション群の間に新たに設置されるアクセス道路。綱島街道と府中街道を結ぶ。

中丸子地区C地区
武蔵小杉駅近くの横須賀線線路沿いエリア。事業主体は住友不動産。
- シティハウス武蔵小杉 - 22階建てマンション（高さ79.9 m）。1・2階に商業施設。2009年2月完成。

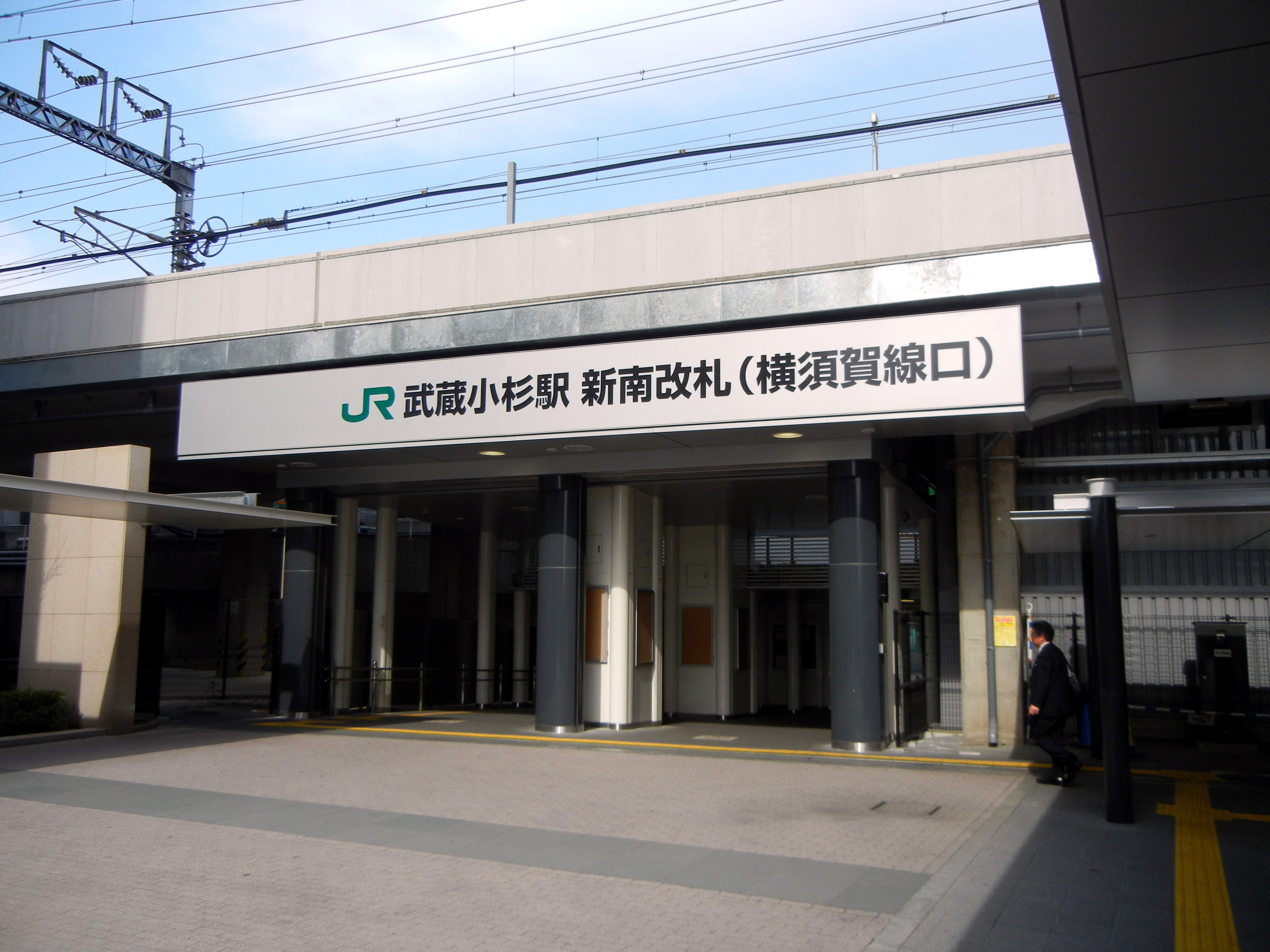
武蔵小杉駅新南口
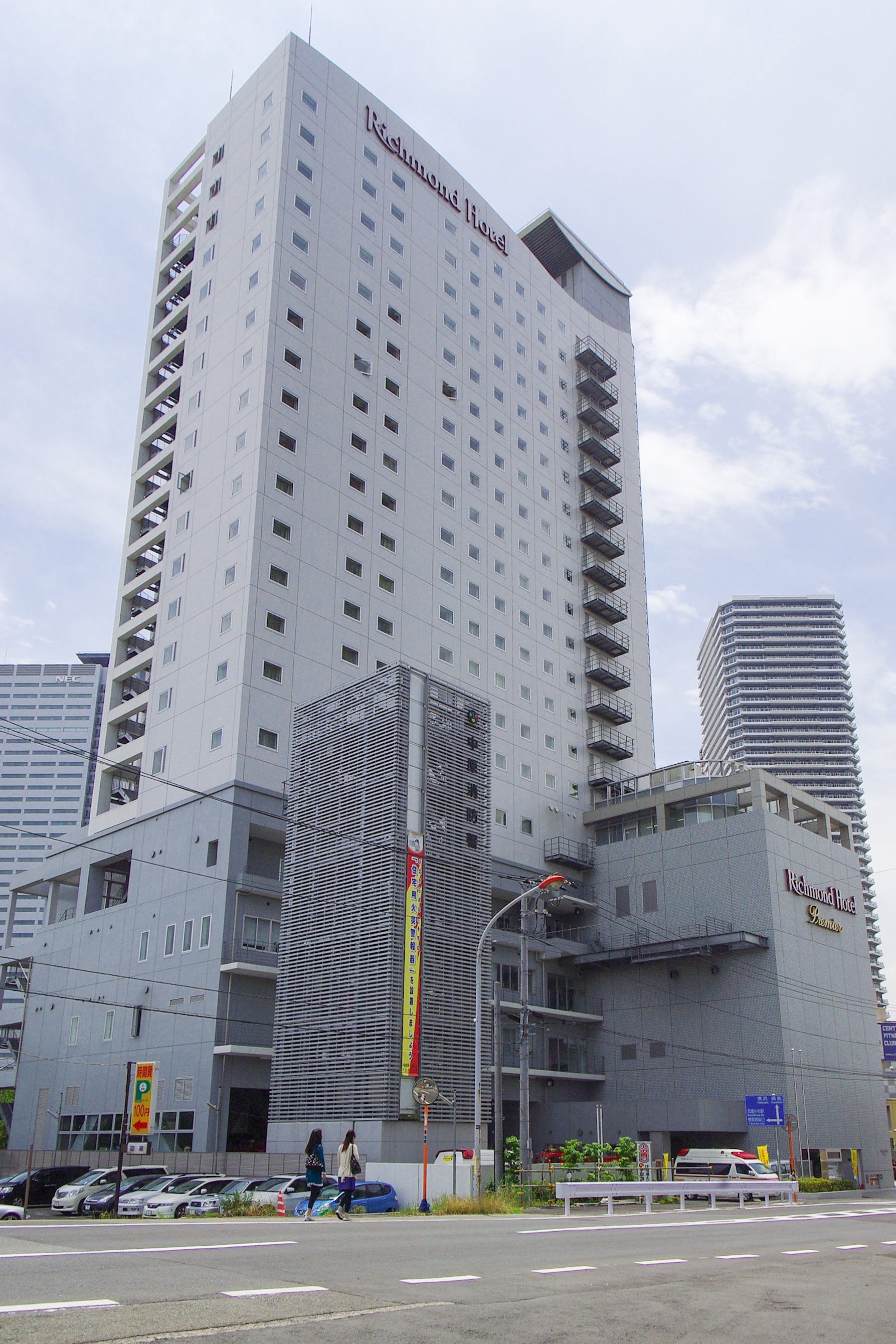
中原消防署・リッチモンドホテル プレミア武蔵小杉
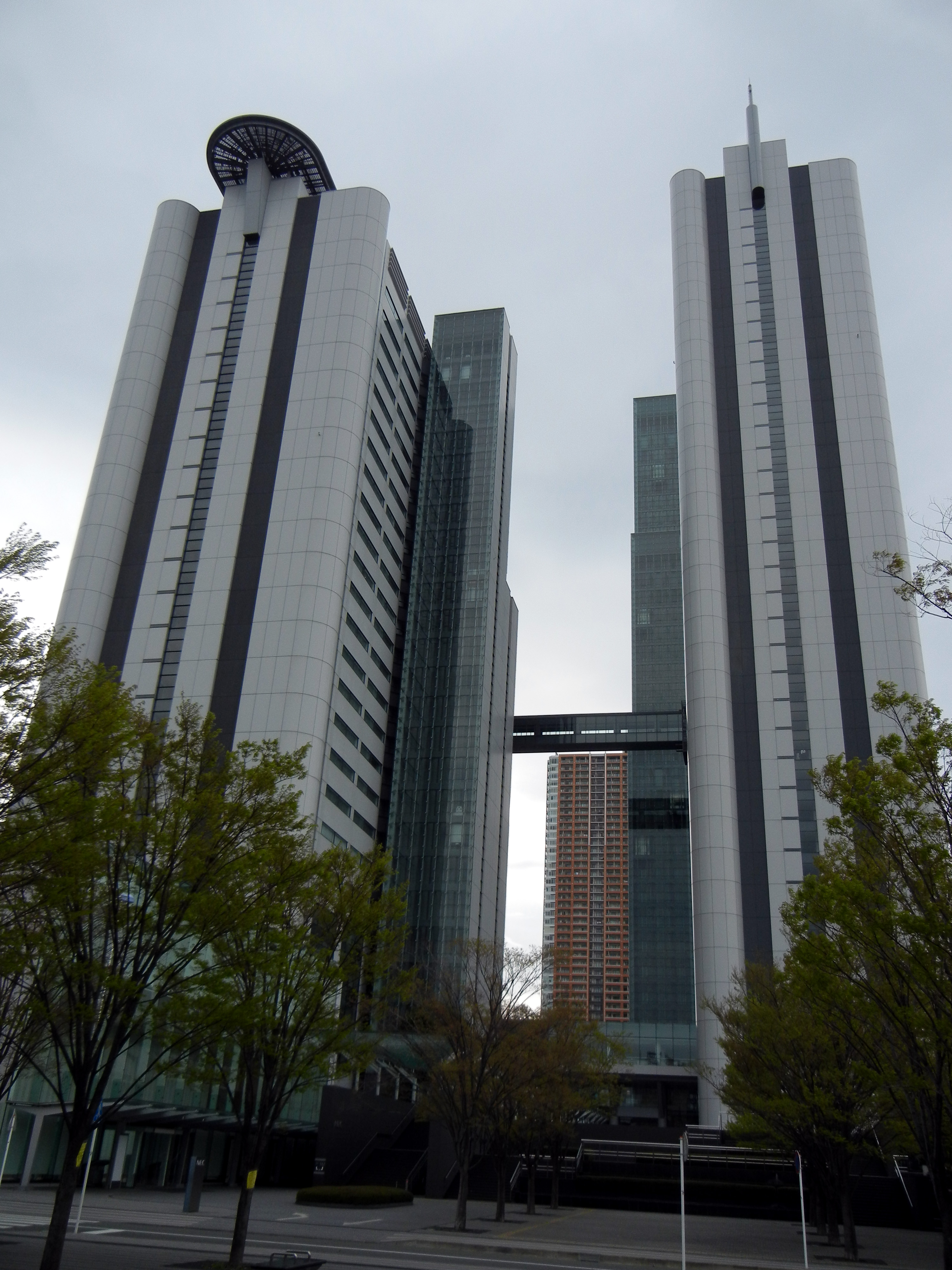
NEC玉川ルネッサンスシティ
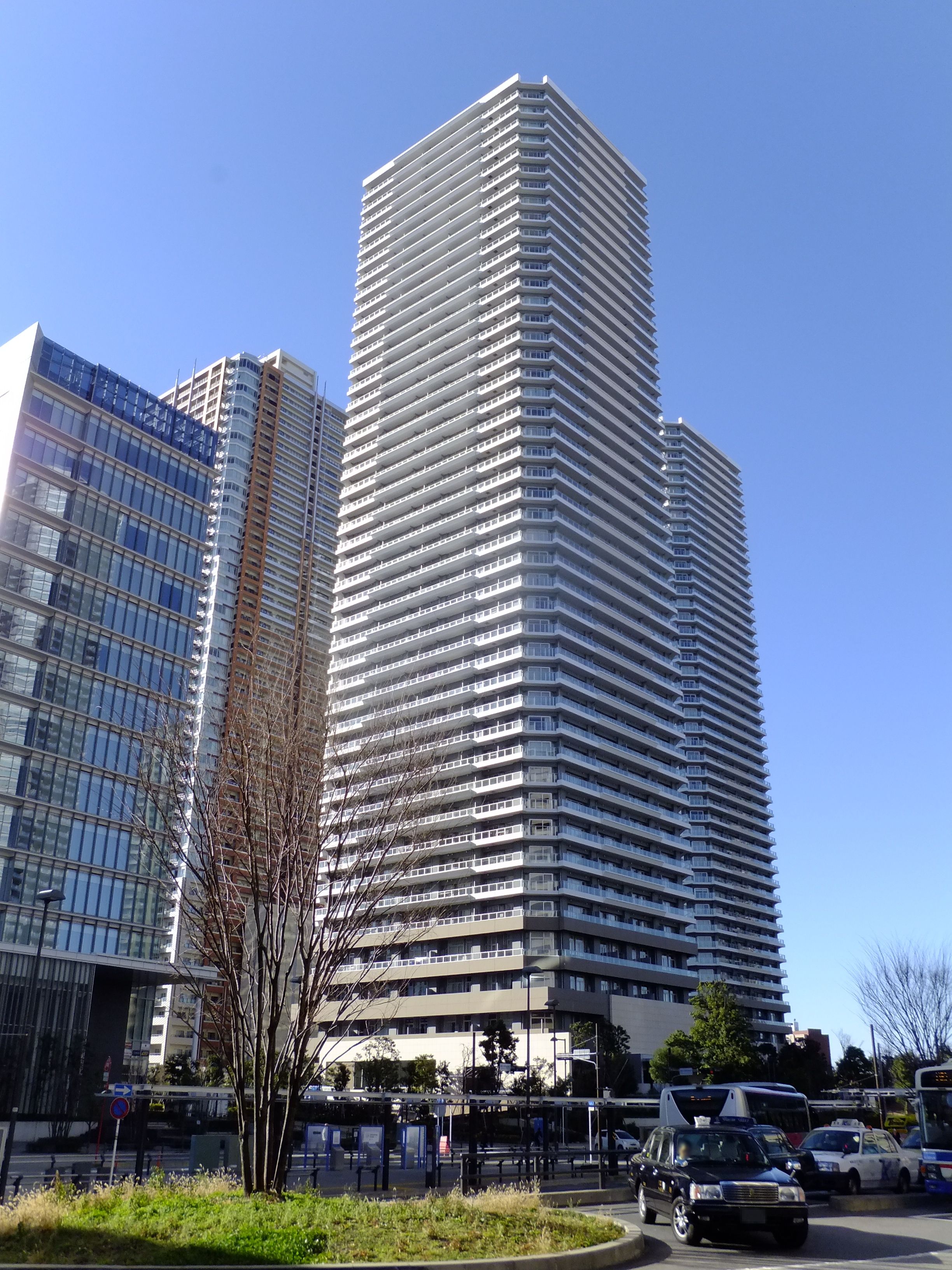
リエトコート武蔵小杉
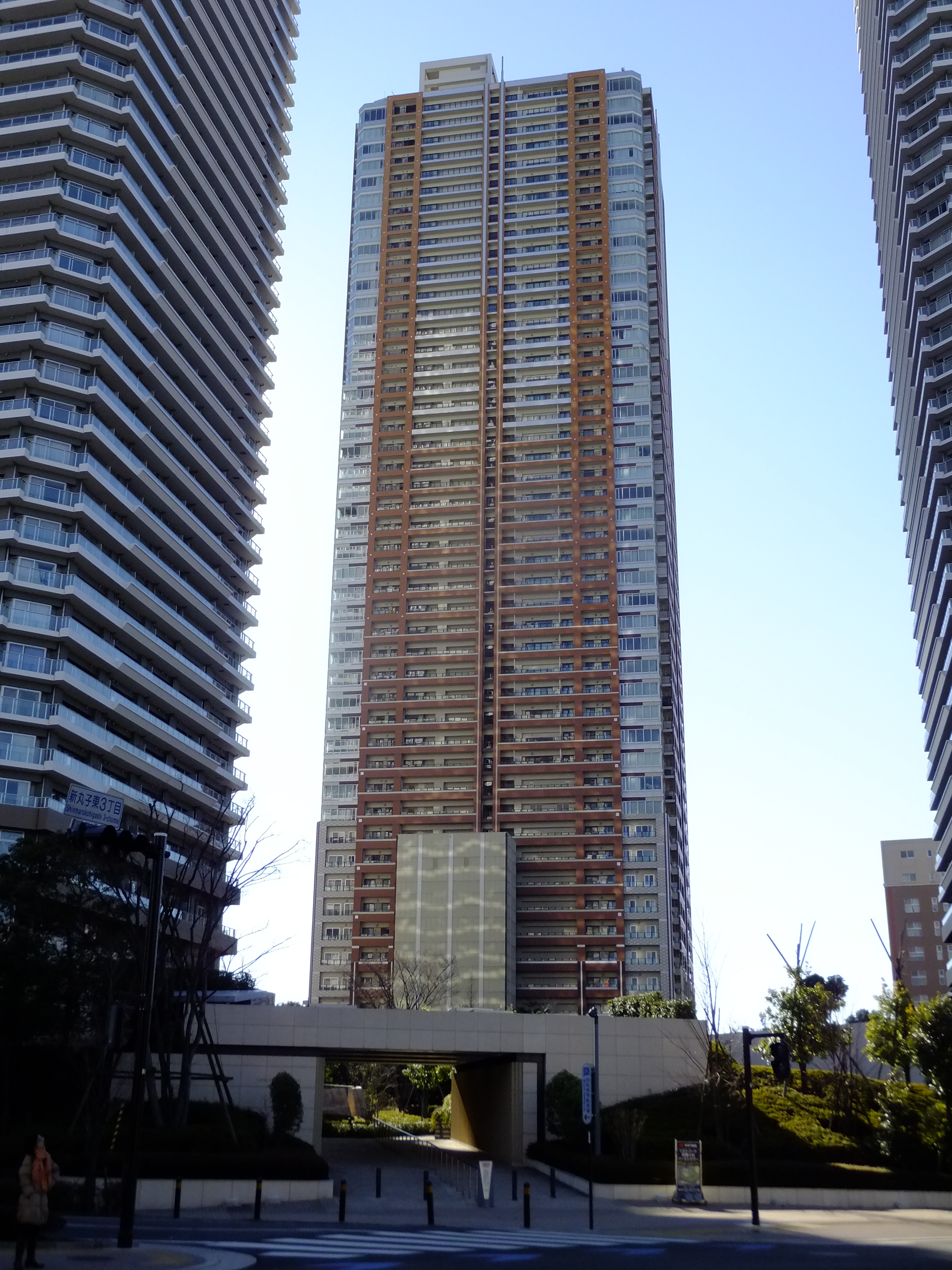
ザ・コスギタワー

### 駅西側
小杉町3丁目中央地区
中原区役所（一部）、JAセレサ川崎、ユニオンビル、中原市民館、KJライフクリエイト等があるエリア。
- A地区 プラウドタワー武蔵小杉 - 野村不動産分譲の45階建マンション（高さ160 m）、13階建賃貸マンション、セントア武蔵小杉（商業施設）、保育所からなる。
- B地区 現有のユニオンビル

小杉町3丁目東地区
川崎信用金庫、中原図書館、みずほ銀行、マルエツ、UR武蔵小杉アパート、こすぎ子供文化センターが所在したエリア。事業主は再開発組合。
- コスギサードアヴェニュー - 39階建て519戸のマンションに下層部は商業施設が付帯する。2020年完成。川崎信用金庫、みずほ銀行、こすぎ子供文化センターはここに入居した。また、川崎市総合自治会館が移転・入居している。なお、中原図書館は2013年にエクラスタワー武蔵小杉に移転。

### その他の地区
- 聖マリアンナ医科大学東横病院 - 建替えを行い、2008年2月28日完成。地上5階建てで、用地の一部を売却したため敷地面積は狭くなった。2024年3月に赤字経営などを理由に閉院[17]。
- セントスクエア武蔵小杉 - 聖マリアンナ医科大学東横病院が売却した敷地に建設された16階建のマンション（高さ56.12 m）。
- 神奈川県中原警察署 - 老朽化のため新築建替えを行い、2008年3月に完成。